# 四万十市
四万十市（しまんとし）は、高知県南西部に位置する市。

## 概要

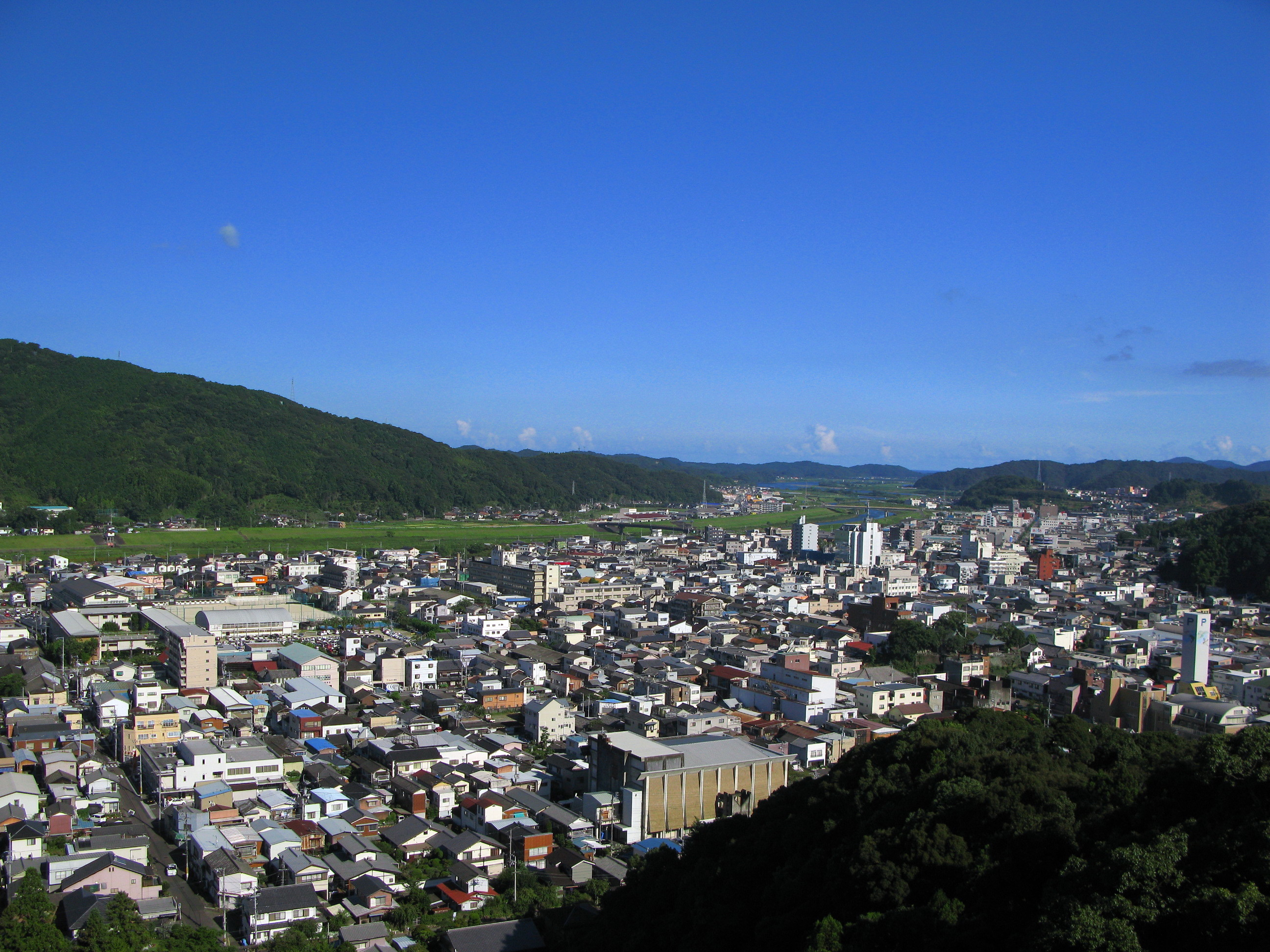
四万十市街（中村城址から）

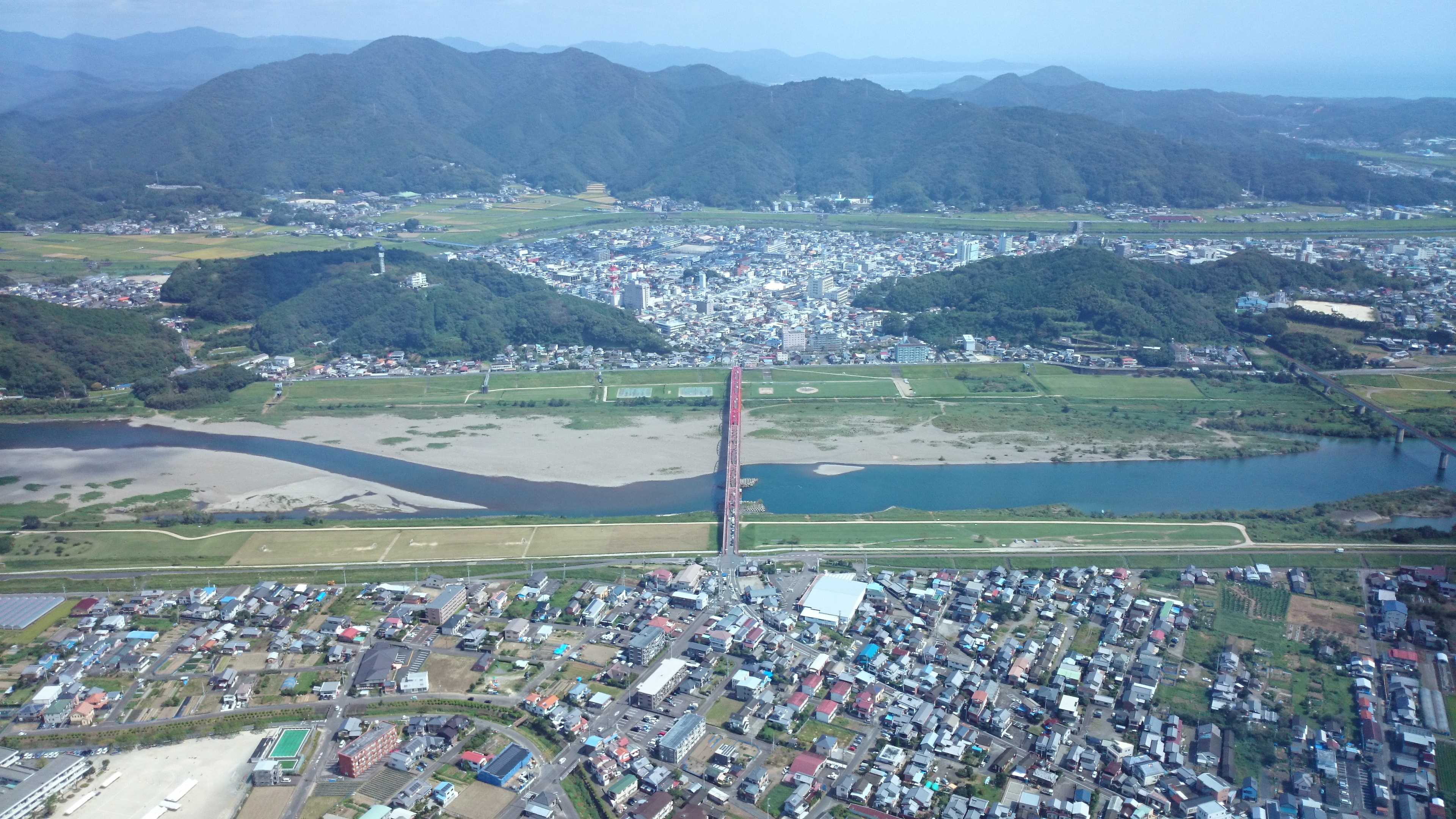
四万十川の流れと四万十市

平成22年国勢調査では県内第3位の人口を有する高知県西部の中心都市であり、市の中心部付近は四万十川によって形成された沖積平野である中村平野が広がっている。市域の大半は山林である。旧中村市の中心街は土佐一条氏により、その支配していた時代に京都を模して碁盤の目状に区画されており、「土佐の小京都」として知られる。主な観光名所として四万十川、為松公園（中村城址）、一條神社の他、ミニ八十八箇所で有名な石見寺等が挙げられる。ただし、1946年の南海地震で中村市街地が被災し、古い町並はほとんど残っていない。

## 地理

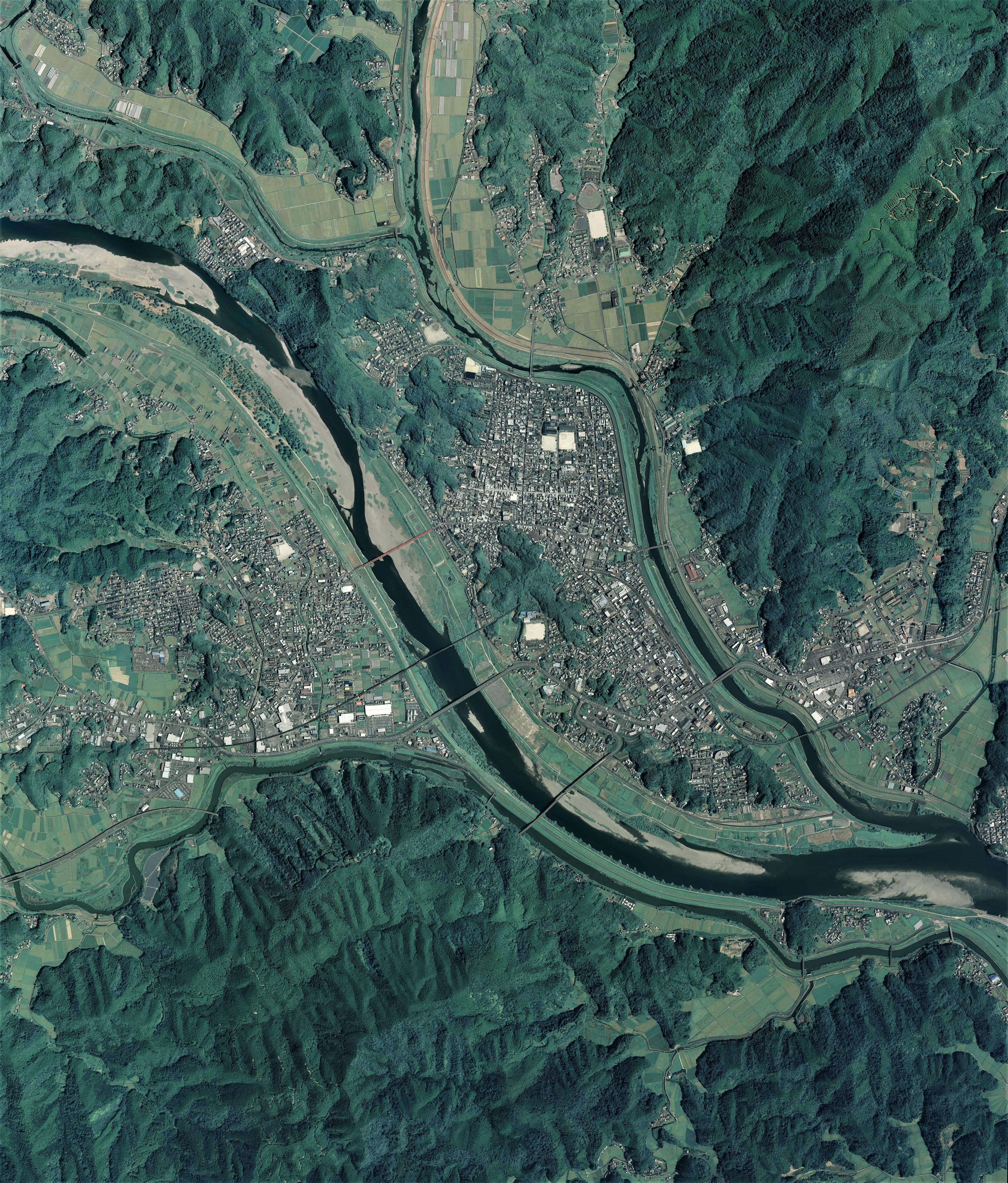
中村地区中心部周辺の空中写真。
2015年8月3日撮影の9枚を合成作成。。

### 山地
- 堂が森(857m)

### 河川
- 四万十川
- 後川
- 岩田川（四万十川支流）
- 中筋川

### 海域
- 土佐湾 - 今後発生が予見されている南海トラフ巨大地震の際には、市内の海岸に最大17mの津波が到達することが予想されている。これは高知県下の市町との比較で2番目に高い値（土佐清水市と同値）である[2]。

### 気候
特に内陸部では夏の暑さが厳しく、北西からの風が吹くとフェーン現象に加え、太平洋からの海風も入りにくくなるため高温になりやすい。
- 2013年（平成25年）8月12日13時42分に、旧西土佐村域の江川崎アメダスで最高気温41.0°Cを観測した[3]。これは、2007年（平成19年）8月16日に岐阜県多治見市、埼玉県熊谷市で観測した最高気温40.9°Cを6年振りに上回り、2018年（平成30年）7月23日に埼玉県熊谷市で最高気温41.1°Cを観測するまでの5年間、国内の観測史上最高気温であった。
- 同年の江川崎では上記の記録を含め、8月10日（40.7°C）、11日（40.4°C）、12日（41.0°C）、13日（40.0°C）の4日連続で最高気温40°C以上を観測した[3]。同一地点で4日連続で最高気温40°C以上を観測したのは、国内の観測地点では江川崎が唯一である。これを機に「41°Cプロジェクト」という住民グループを立ち上げ日本一暑い町のPRに力を入れた。

冬季は冬型の気圧配置が強まると日本海からの雪雲が関門海峡から伊予灘へと流れやすくなり、山間部にぶつかることで山間部では積雪となることも珍しくない。また、山間部は比較的寒さが厳しく温暖な沿岸部とは対照的である。
| 四万十市中村（中村地域気象観測所）の気候                | 四万十市中村（中村地域気象観測所）の気候 | 四万十市中村（中村地域気象観測所）の気候 | 四万十市中村（中村地域気象観測所）の気候 | 四万十市中村（中村地域気象観測所）の気候 | 四万十市中村（中村地域気象観測所）の気候 | 四万十市中村（中村地域気象観測所）の気候 | 四万十市中村（中村地域気象観測所）の気候 | 四万十市中村（中村地域気象観測所）の気候 | 四万十市中村（中村地域気象観測所）の気候 | 四万十市中村（中村地域気象観測所）の気候 | 四万十市中村（中村地域気象観測所）の気候 | 四万十市中村（中村地域気象観測所）の気候 | 四万十市中村（中村地域気象観測所）の気候 |
| 月                                                      | 1月                                      | 2月                                      | 3月                                      | 4月                                      | 5月                                      | 6月                                      | 7月                                      | 8月                                      | 9月                                      | 10月                                     | 11月                                     | 12月                                     | 年                                       |
| ------------------------------------------------------- | ---------------------------------------- | ---------------------------------------- | ---------------------------------------- | ---------------------------------------- | ---------------------------------------- | ---------------------------------------- | ---------------------------------------- | ---------------------------------------- | ---------------------------------------- | ---------------------------------------- | ---------------------------------------- | ---------------------------------------- | ---------------------------------------- |
| 最高気温記録 °C （°F）                                  | 21.4 (70.5)                              | 24.4 (75.9)                              | 27.0 (80.6)                              | 30.5 (86.9)                              | 34.0 (93.2)                              | 35.1 (95.2)                              | 38.5 (101.3)                             | 39.8 (103.6)                             | 36.9 (98.4)                              | 33.4 (92.1)                              | 28.0 (82.4)                              | 23.4 (74.1)                              | 39.8 (103.6)                             |
| 平均最高気温 °C （°F）                                  | 11.6 (52.9)                              | 13.0 (55.4)                              | 16.3 (61.3)                              | 21.1 (70)                                | 25.1 (77.2)                              | 27.1 (80.8)                              | 31.5 (88.7)                              | 32.4 (90.3)                              | 29.4 (84.9)                              | 24.7 (76.5)                              | 19.2 (66.6)                              | 13.8 (56.8)                              | 22.1 (71.8)                              |
| 日平均気温 °C （°F）                                    | 5.9 (42.6)                               | 7.1 (44.8)                               | 10.5 (50.9)                              | 15.2 (59.4)                              | 19.4 (66.9)                              | 22.6 (72.7)                              | 26.6 (79.9)                              | 27.3 (81.1)                              | 24.1 (75.4)                              | 18.8 (65.8)                              | 13.1 (55.6)                              | 7.8 (46)                                 | 16.5 (61.7)                              |
| 平均最低気温 °C （°F）                                  | 0.7 (33.3)                               | 1.7 (35.1)                               | 4.8 (40.6)                               | 9.5 (49.1)                               | 14.3 (57.7)                              | 18.7 (65.7)                              | 22.8 (73)                                | 23.4 (74.1)                              | 20.2 (68.4)                              | 14.0 (57.2)                              | 7.9 (46.2)                               | 2.7 (36.9)                               | 11.7 (53.1)                              |
| 最低気温記録 °C （°F）                                  | −6.9 (19.6)                              | −10.4 (13.3)                             | −4.5 (23.9)                              | −0.7 (30.7)                              | 3.9 (39)                                 | 10.7 (51.3)                              | 14.2 (57.6)                              | 16.0 (60.8)                              | 9.7 (49.5)                               | 2.4 (36.3)                               | −2.3 (27.9)                              | −5.3 (22.5)                              | −10.4 (13.3)                             |
| 降水量 mm （inch）                                      | 91.3 (3.594)                             | 116.9 (4.602)                            | 189.9 (7.476)                            | 212.5 (8.366)                            | 262.8 (10.346)                           | 418.2 (16.465)                           | 317.6 (12.504)                           | 335.5 (13.209)                           | 438.7 (17.272)                           | 260.1 (10.24)                            | 137.4 (5.409)                            | 97.2 (3.827)                             | 2,877.9 (113.303)                        |
| 平均降水日数 （≥1.0 mm）                                | 8.4                                      | 8.8                                      | 11.4                                     | 10.4                                     | 10.6                                     | 15.0                                     | 12.4                                     | 12.5                                     | 13.1                                     | 9.0                                      | 8.2                                      | 8.1                                      | 127.9                                    |
| 平均月間日照時間                                        | 170.8                                    | 164.2                                    | 186.0                                    | 194.5                                    | 189.3                                    | 126.2                                    | 185.3                                    | 206.8                                    | 155.6                                    | 173.7                                    | 162.0                                    | 169.2                                    | 2,083.6                                  |
| 出典：気象庁 (平均値：1991年-2020年、極値：1976年-現在) |                                          |                                          |                                          |                                          |                                          |                                          |                                          |                                          |                                          |                                          |                                          |                                          |                                          |

| 四万十市江川崎（江川崎地域気象観測所）の気候            | 四万十市江川崎（江川崎地域気象観測所）の気候 | 四万十市江川崎（江川崎地域気象観測所）の気候 | 四万十市江川崎（江川崎地域気象観測所）の気候 | 四万十市江川崎（江川崎地域気象観測所）の気候 | 四万十市江川崎（江川崎地域気象観測所）の気候 | 四万十市江川崎（江川崎地域気象観測所）の気候 | 四万十市江川崎（江川崎地域気象観測所）の気候 | 四万十市江川崎（江川崎地域気象観測所）の気候 | 四万十市江川崎（江川崎地域気象観測所）の気候 | 四万十市江川崎（江川崎地域気象観測所）の気候 | 四万十市江川崎（江川崎地域気象観測所）の気候 | 四万十市江川崎（江川崎地域気象観測所）の気候 | 四万十市江川崎（江川崎地域気象観測所）の気候 |
| 月                                                      | 1月                                          | 2月                                          | 3月                                          | 4月                                          | 5月                                          | 6月                                          | 7月                                          | 8月                                          | 9月                                          | 10月                                         | 11月                                         | 12月                                         | 年                                           |
| ------------------------------------------------------- | -------------------------------------------- | -------------------------------------------- | -------------------------------------------- | -------------------------------------------- | -------------------------------------------- | -------------------------------------------- | -------------------------------------------- | -------------------------------------------- | -------------------------------------------- | -------------------------------------------- | -------------------------------------------- | -------------------------------------------- | -------------------------------------------- |
| 最高気温記録 °C （°F）                                  | 21.7 (71.1)                                  | 24.9 (76.8)                                  | 26.8 (80.2)                                  | 31.5 (88.7)                                  | 34.3 (93.7)                                  | 36.5 (97.7)                                  | 39.8 (103.6)                                 | 41.0 (105.8)                                 | 37.3 (99.1)                                  | 33.2 (91.8)                                  | 29.7 (85.5)                                  | 23.8 (74.8)                                  | 41.0 (105.8)                                 |
| 平均最高気温 °C （°F）                                  | 10.2 (50.4)                                  | 11.7 (53.1)                                  | 15.5 (59.9)                                  | 20.9 (69.6)                                  | 25.2 (77.4)                                  | 27.4 (81.3)                                  | 31.6 (88.9)                                  | 32.7 (90.9)                                  | 29.2 (84.6)                                  | 24.0 (75.2)                                  | 18.1 (64.6)                                  | 12.4 (54.3)                                  | 21.6 (70.9)                                  |
| 日平均気温 °C （°F）                                    | 4.9 (40.8)                                   | 5.9 (42.6)                                   | 9.3 (48.7)                                   | 14.2 (57.6)                                  | 18.7 (65.7)                                  | 22.1 (71.8)                                  | 26.1 (79)                                    | 26.7 (80.1)                                  | 23.4 (74.1)                                  | 17.8 (64)                                    | 12.1 (53.8)                                  | 6.8 (44.2)                                   | 15.7 (60.3)                                  |
| 平均最低気温 °C （°F）                                  | 0.5 (32.9)                                   | 1.0 (33.8)                                   | 4.0 (39.2)                                   | 8.5 (47.3)                                   | 13.3 (55.9)                                  | 18.3 (64.9)                                  | 22.3 (72.1)                                  | 22.9 (73.2)                                  | 19.7 (67.5)                                  | 13.8 (56.8)                                  | 7.9 (46.2)                                   | 2.6 (36.7)                                   | 11.2 (52.2)                                  |
| 最低気温記録 °C （°F）                                  | −6.0 (21.2)                                  | −7.0 (19.4)                                  | −5.0 (23)                                    | −1.7 (28.9)                                  | 3.4 (38.1)                                   | 8.9 (48)                                     | 14.6 (58.3)                                  | 14.9 (58.8)                                  | 9.4 (48.9)                                   | 2.7 (36.9)                                   | −1.8 (28.8)                                  | −6.9 (19.6)                                  | −7.0 (19.4)                                  |
| 降水量 mm （inch）                                      | 71.2 (2.803)                                 | 94.2 (3.709)                                 | 151.3 (5.957)                                | 166.6 (6.559)                                | 204.9 (8.067)                                | 355.2 (13.984)                               | 347.5 (13.681)                               | 316.8 (12.472)                               | 361.6 (14.236)                               | 168.5 (6.634)                                | 103.1 (4.059)                                | 83.1 (3.272)                                 | 2,423.7 (95.421)                             |
| 平均降水日数 （≥1.0 mm）                                | 9.6                                          | 9.4                                          | 11.9                                         | 10.2                                         | 10.1                                         | 14.4                                         | 12.6                                         | 11.7                                         | 11.6                                         | 8.5                                          | 8.7                                          | 9.8                                          | 128.5                                        |
| 平均月間日照時間                                        | 139.2                                        | 145.7                                        | 173.2                                        | 185.7                                        | 183.6                                        | 120.2                                        | 171.0                                        | 192.3                                        | 144.6                                        | 166.1                                        | 146.7                                        | 131.5                                        | 1,909.3                                      |
| 出典：気象庁 (平均値：1991年-2020年、極値：1977年-現在) |                                              |                                              |                                              |                                              |                                              |                                              |                                              |                                              |                                              |                                              |                                              |                                              |                                              |

### 人口
平成22年国勢調査では高知市、南国市に次いで高知県内3位であった。
| |                                          |  |
| 四万十市と全国の年齢別人口分布（2005年） | 四万十市の年齢・男女別人口分布（2005年） |  |
| ■紫色 ― 四万十市 ■緑色 ― 日本全国 | ■青色 ― 男性 ■赤色 ― 女性                |  |
| 四万十市（に相当する地域）の人口の推移 \| 1970年（昭和45年） \| 39,379人 \| \| \| 1975年（昭和50年） \| 39,614人 \| \| \| 1980年（昭和55年） \| 40,315人 \| \| \| 1985年（昭和60年） \| 40,609人 \| \| \| 1990年（平成2年） \| 40,066人 \| \| \| 1995年（平成7年） \| 38,991人 \| \| \| 2000年（平成12年） \| 38,784人 \| \| \| 2005年（平成17年） \| 37,917人 \| \| \| 2010年（平成22年） \| 35,933人 \| \| \| 2015年（平成27年） \| 34,313人 \| \| \| 2020年（令和2年） \| 32,694人 \| \| |                                          |  |
| 総務省統計局 国勢調査より |                                          |  |
| 1970年（昭和45年） | 39,379人                                 |  |
| 1975年（昭和50年） | 39,614人                                 |  |
| 1980年（昭和55年） | 40,315人                                 |  |
| 1985年（昭和60年） | 40,609人                                 |  |
| 1990年（平成2年） | 40,066人                                 |  |
| 1995年（平成7年） | 38,991人                                 |  |
| 2000年（平成12年） | 38,784人                                 |  |
| 2005年（平成17年） | 37,917人                                 |  |
| 2010年（平成22年） | 35,933人                                 |  |
| 2015年（平成27年） | 34,313人                                 |  |
| 2020年（令和2年） | 32,694人                                 |  |

### 隣接している自治体
高知県
- 宿毛市
- 土佐清水市
- 高岡郡四万十町
- 幡多郡三原村
- 幡多郡黒潮町

愛媛県
- 宇和島市
- 北宇和郡松野町

## 歴史

### 地域史
幡多荘の成立
現在の四万十市は、古代の行政区画では土佐国西部の幡多郡に含まれる。土佐国に、ヤマト王権が任命する地方官である国造として、都佐（とさ）国造と波多（はた）国造があり、波多国造は幡多郡を本拠地とした豪族と推定されている。
10世紀初めに成立した延喜式では、土佐国西部に幡多郡が設けられている。その郡司として、秦氏の名前が見える。
12世紀後半、藤原忠通が土佐国の知行国主となった時から、幡多郡と摂関家との関係が生じた。源平の争乱後、源頼朝がいったん平氏から没収し、忠通の子九条兼実に引き渡したものと考えられる。そのため、土佐国守護も容易に介入できない地域であった。兼実は、1206年（元久3年）、息子の九条良経が亡くなった時、その知行国であった越後・讃岐の代わりに後鳥羽上皇に土佐を希望し、これを九条家分国とした。翌1207年、兼実が亡くなると、孫九条道家が知行国を継ぎ、九条家諸大夫の源有長を土佐守に推挙した。有長の土佐守在任中の1220年代に、幡多郡の大半が九条家の荘園となり、1237年（嘉禎3年）の寄進状に初めて「土左国幡多御庄」の名が見える。道家は、1250年、幡多荘を含む荘園を三男一条実経（一条家の祖）に譲り渡した。一条家の幡多荘は、概ね旧中村市に当たる本荘のほか、幡多郡内の大方（おおがた）荘、山田荘、以南（いなん）荘、隣接する高岡郡内の久礼（くれ）別府から成っており、徐々に周囲を取り込んで拡大していった。
現在の四万十市の中の具同村が、平安時代から幡多郡郡衙が置かれた群の中心地であり、一条家もここに奉行所を置いて、村々の預所と呼ばれる荘官たちを束ねさせた。
南北朝時代になると細川氏が土佐国守護に就き、守護代を派遣していたが、一条家の荘園であった幡多郡には、守護の支配権がほとんど及ばなかった。
土佐一条氏の統治

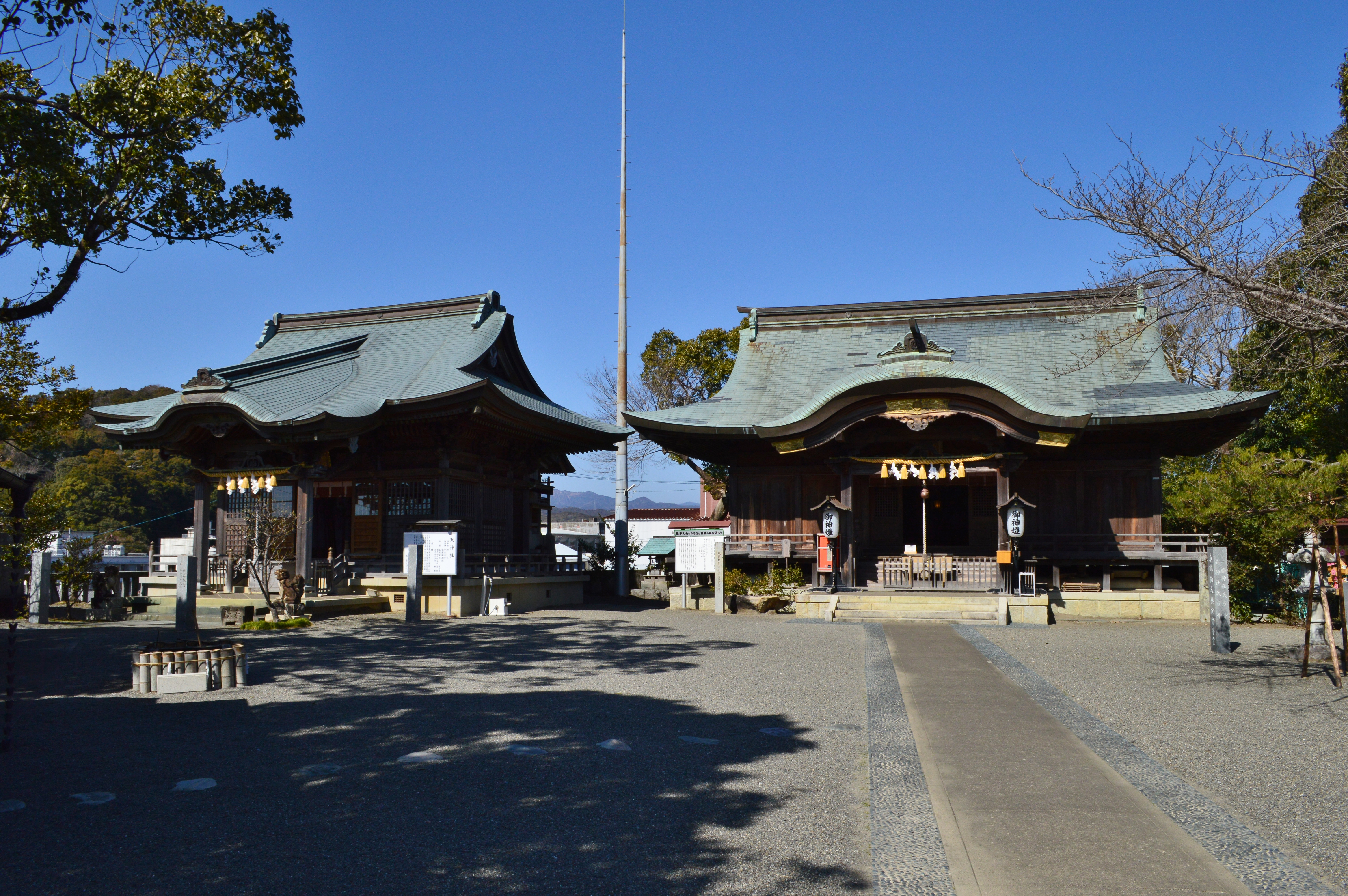
一条氏を祀る一條神社

応仁の乱が始まり、公家たちが相次いで京都を離れる中、一条教房は、1468年（応仁2年）9月、海路土佐に下向し、幡多荘に入った。これが土佐一条氏の祖である。教房は、具同に代わり幡多荘の中心となっていた中村に邸宅を構え、中村館、幡多御所などと呼ばれた。教房は、以南村加久見（現土佐清水市）の領主加久見氏の娘を後妻に迎えるなど、地元の有力国人と結びつきながら、積極的な直務支配を進めていった。
1480年、教房が亡くなった時、その子一条房家は4歳であったが、国人・土豪層に擁立されて土佐一条氏を継いだ。その孫一条房基の代には、幡多郡・高岡郡を支配する公家大名となったといえ、戦国時代の他の大名・国人と同じように、家臣や寺社に対して宛行状や寄進状を発している。房家は、豊後水道を挟んだ九州を支配する大内氏に二男義房（大内晴持）を養子に入れ、大内氏が滅亡した後は、房基やその子一条兼定が、大友氏と姻戚関係を結んでいる。南海路を介して明や南方との対外交易に関わっていたことも窺える。
16世紀には、土佐中部・東部で長宗我部国親・元親が支配を固めた。1571年頃、一条氏に従っていた姫野々城の津野氏と久礼城の佐竹氏が長宗我部氏に服属すると、一条氏の家臣団は和平派と反長宗我部派に分裂し、1573年（天正元年）、和平派が兼定に隠居を迫り一条内政を擁立した。兼定は、妻の実家大友宗麟を頼って中村から落ち、翌1574年（天正2年）に宗麟の支援を受けて中村の奪還を図ったが、四万十川の戦い（渡川の戦い）で敗れた。

#### 近世
長宗我部元親は、1575年（天正3年）に土佐統一を完成する一方、中村城に弟吉良親貞を入れ、伊予に進攻させるなどし、1585年（天正13年）に四国統一を達成したが、豊臣秀吉に屈服し、土佐一国の安堵に甘んじた。元親は、その後も、幡多郡と安芸郡を中五郡から分け、中村城代の桑名氏らに幡多郡の統治を委ねた。しかし、1600年（慶長5年）の関ヶ原の戦いで、長宗我部盛親のついた石田三成方が敗れ、長宗我部氏の支配は終焉を迎えた。
1600年11月、山内一豊が土佐藩の領主として入り、弟山内康豊を中村に置き、3万石を与えた。康豊の孫山内忠直の代、1656年（明暦2年）、中村は幕府内で3万石の認知を受け、1663年（寛文3年）には領地の配分が進められ、財政的な独立性も有する支藩としての性格を強めた。ところが、中村藩3代目に当たる山内豊明が、1689年（元禄2年）、若年寄を拝命した時の将軍の褒詞に対する返礼が不適切であったとされ、改易され、中村の土居屋敷・侍屋敷は破壊を命じられ、所領も没収された。所領は1696年（元禄9年）土佐藩に返還され、中村には幡多郡の郡奉行所が置かれた。
中村は、近世から近代に至るまで、幡多郡の政治・経済の中心であり、周辺地域から「御町（おまち）」と呼ばれた。18世紀半ば頃の家数は480余軒、人口1897人であった。

### 沿革
- 2005年（平成17年）4月10日 - 中村市・幡多郡西土佐村が合併して発足[23]。
- 2024年（令和6年）8月8日 - 南海トラフ地震臨時情報が初めて発出[24]。翌日にかけて避難所が設置された[25]。

## 行政

### 歴代市長
| 代   | 氏名       | 就任年月日    | 退任年月日    |
| ---- | ---------- | ------------- | ------------- |
| 初代 | 澤田五十六 | 2005年5月15日 | 2009年5月14日 |
| 2代  | 田中全     | 2009年5月15日 | 2013年5月14日 |
| 3代  | 中平正宏   | 2013年5月15日 | 2025年5月14日 |
| 4代  | 山下元一郎 | 2025年5月15日 | 現職          |

## 施設

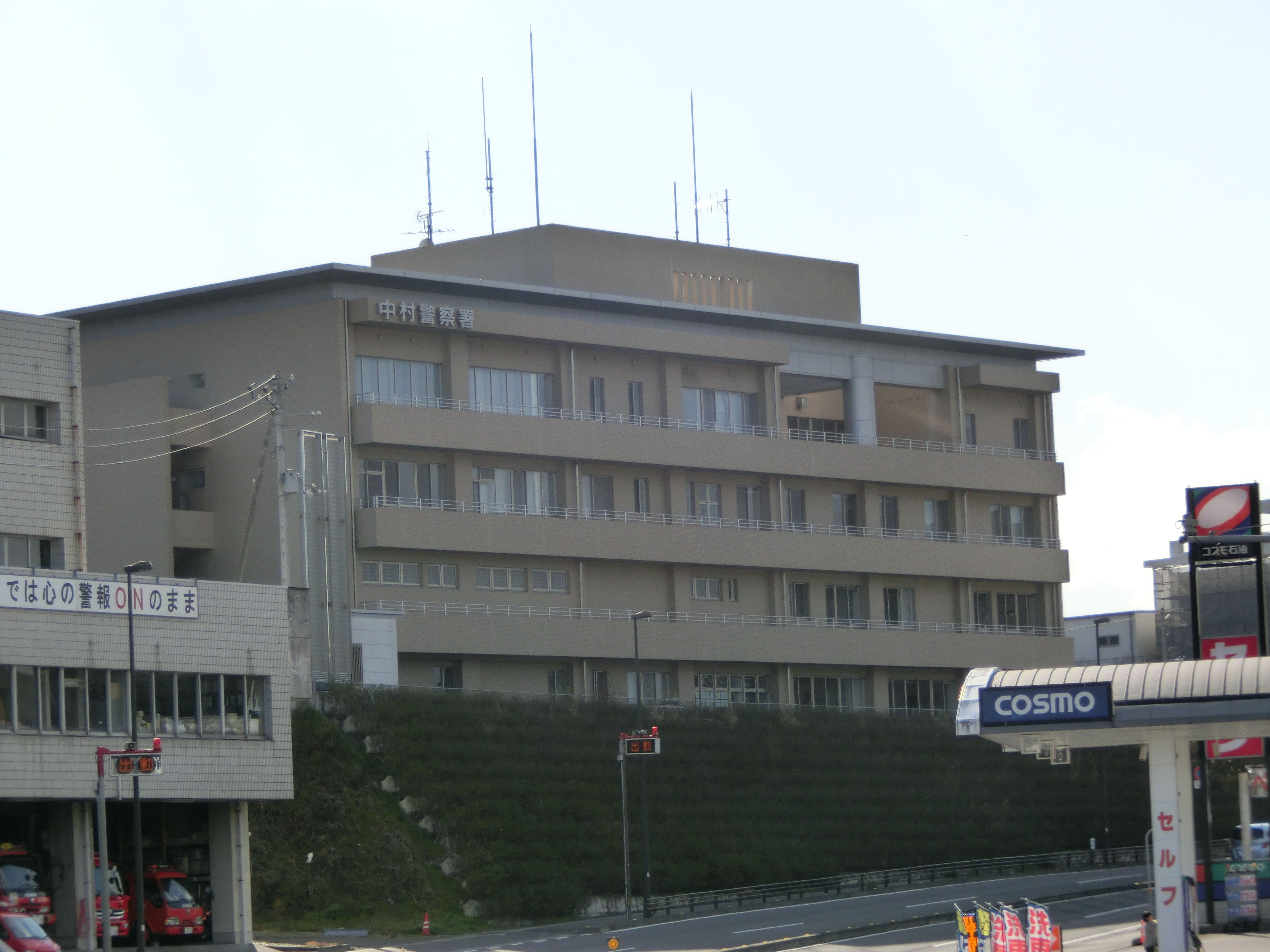
中村警察署

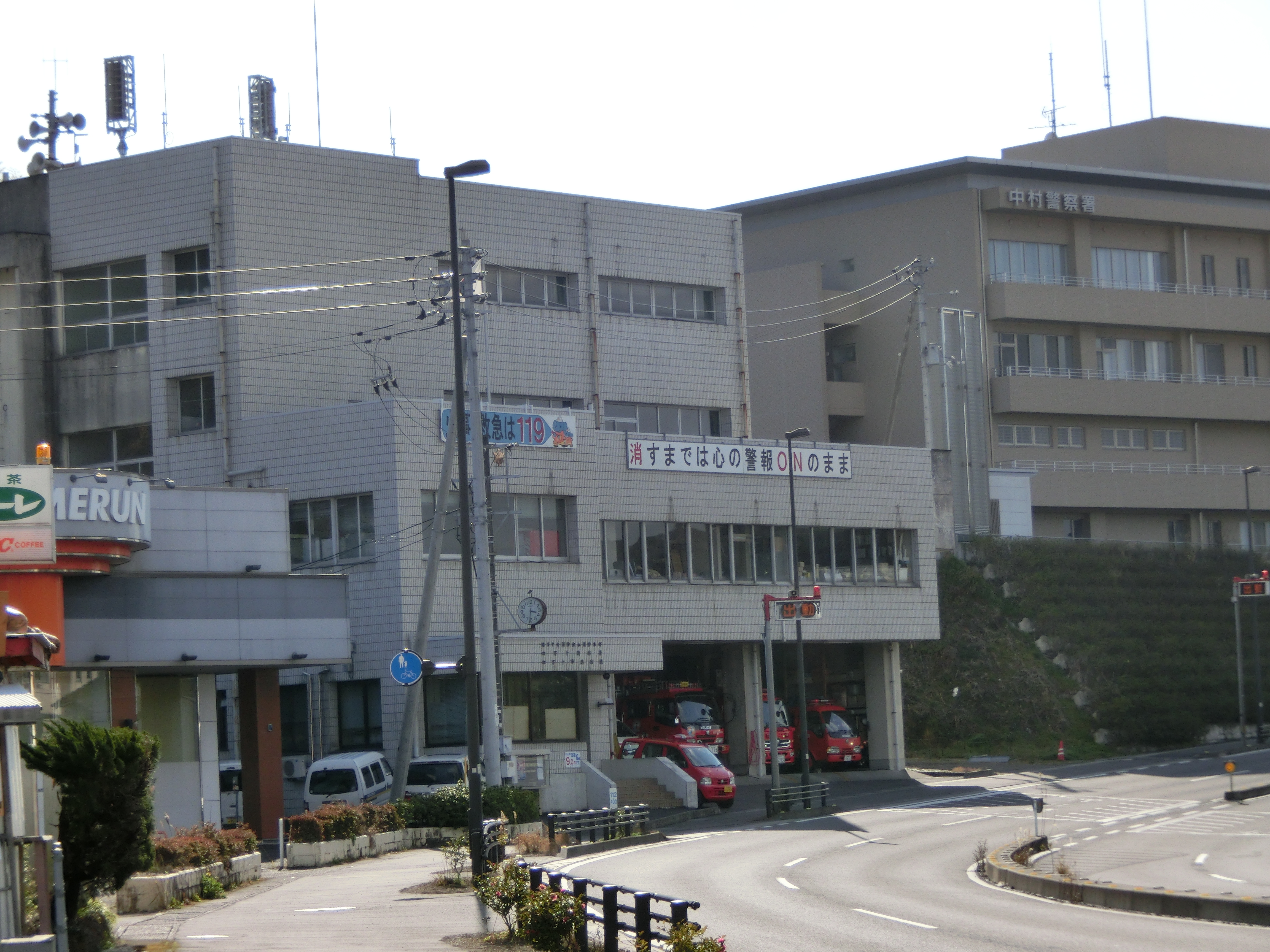
四万十消防署

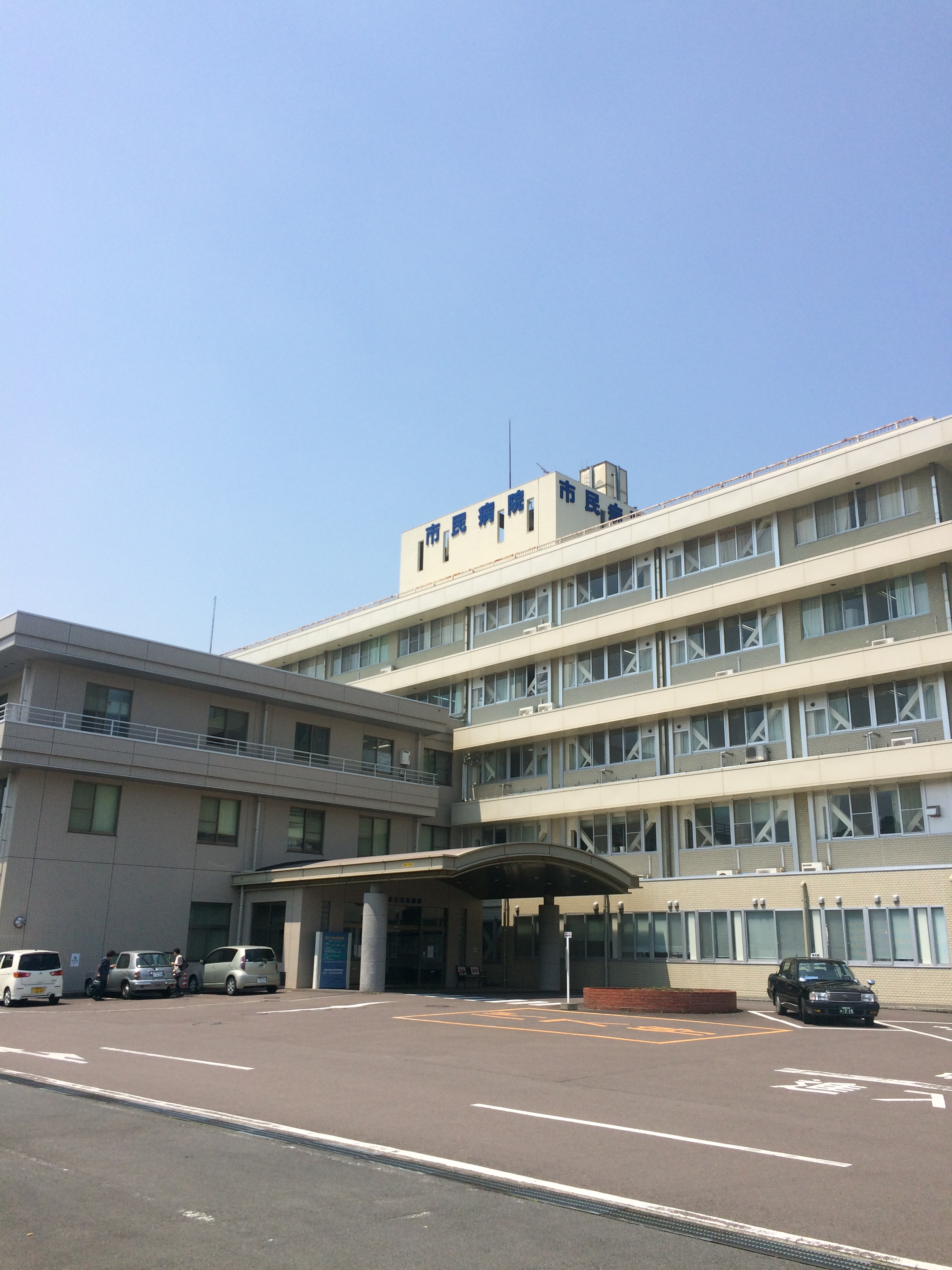
四万十市立市民病院

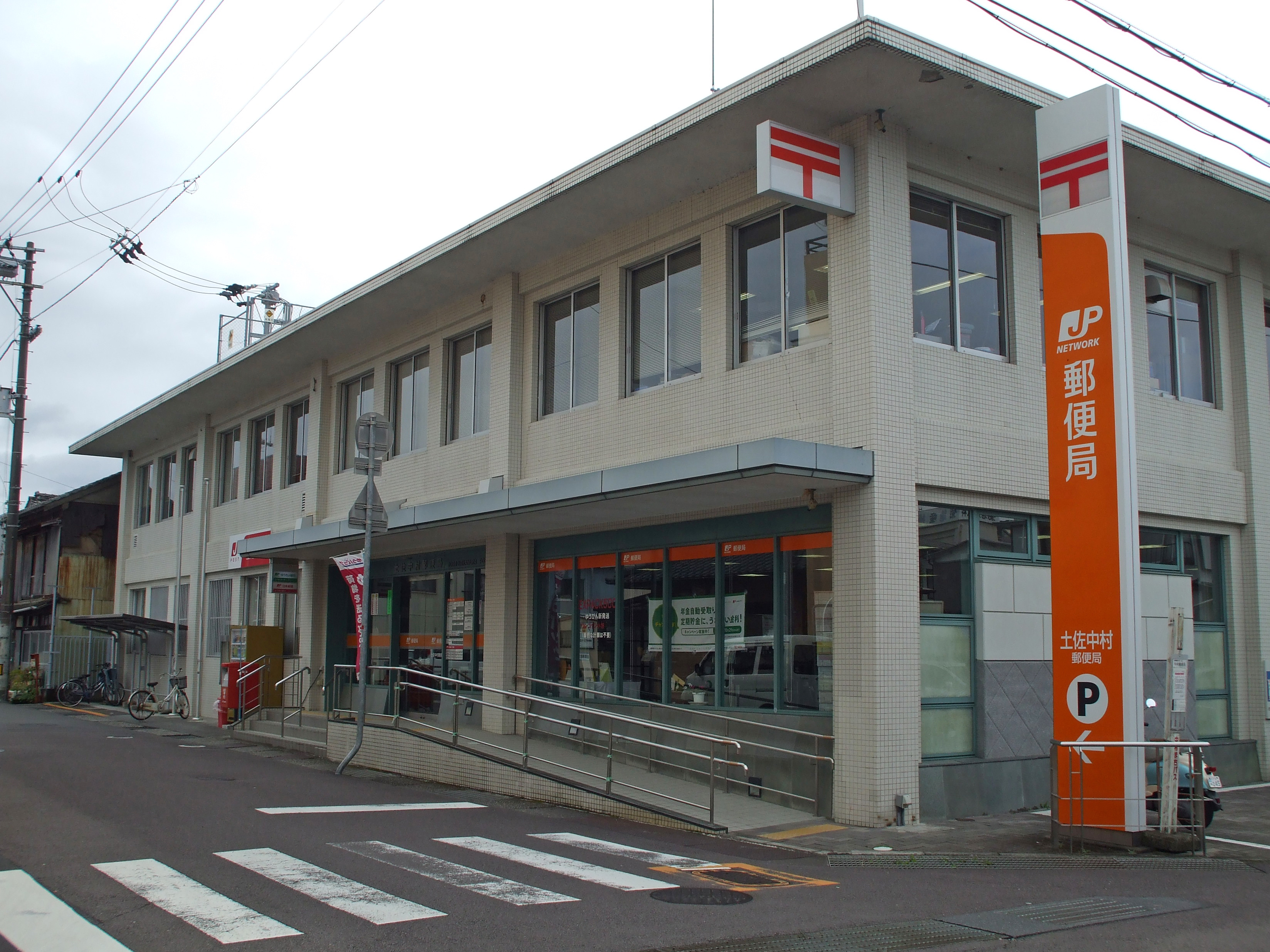
土佐中村郵便局

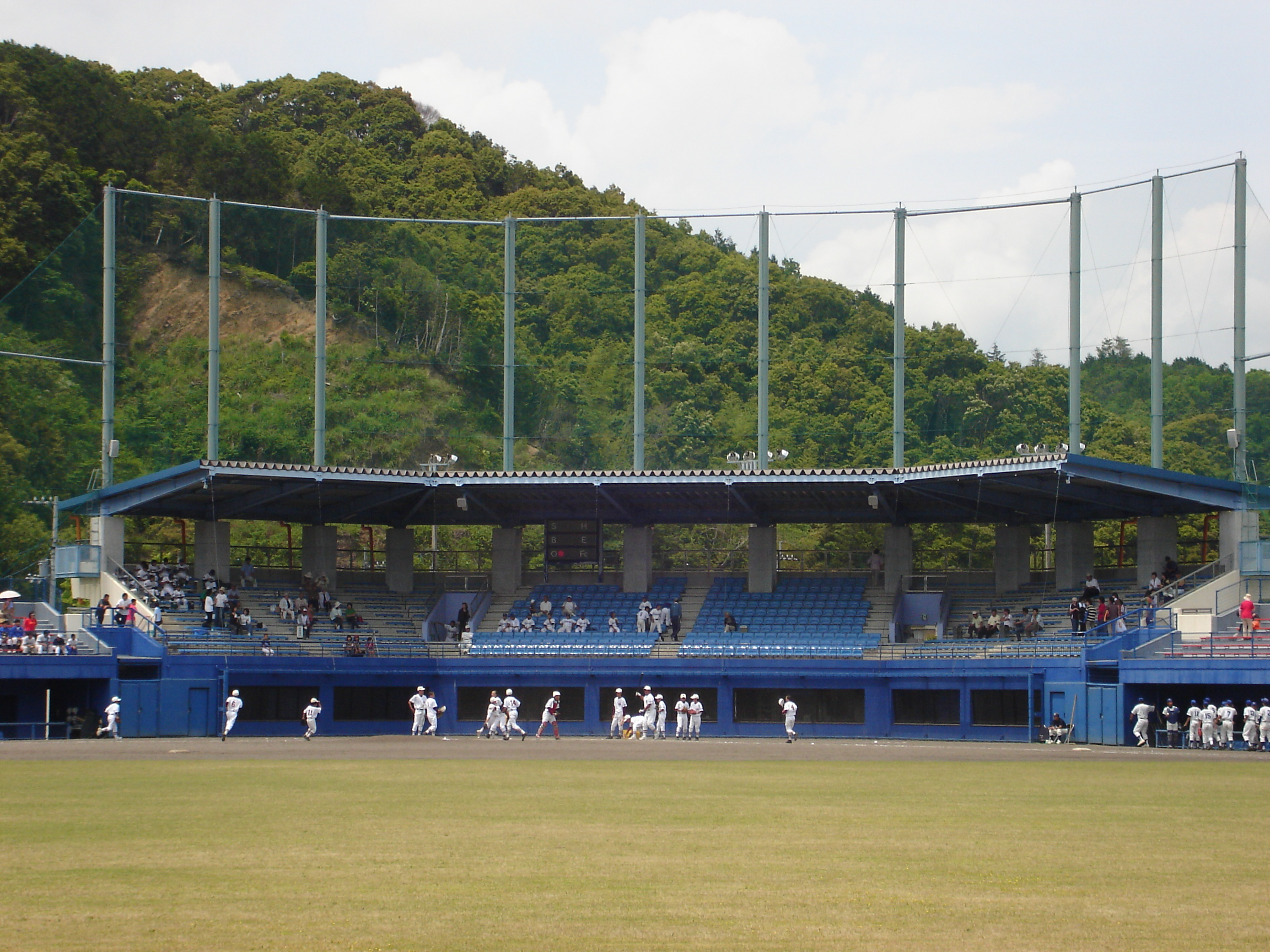
四万十市安並運動公園野球場

### 県の機関
- 高知県幡多県税事務所
- 高知県幡多福祉保健所
- 高知県幡多保健所
- 高知県食肉衛生検査所
- 高知県幡多児童相談所
- 高知県幡多農業振興センター
- 高知県西部家畜保健衛生所
- 高知県幡多林業事務所
- 高知県幡多土木事務所

### 警察
- 高知県中村警察署

駐在所
- 下田駐在所（四万十市竹島字寺ノ前829番1）
- 有岡駐在所（四万十市有岡1320-3）
- 蕨岡駐在所（四万十市蕨岡甲3941-3）
- 川登駐在所（四万十市川登299）
- 江川崎駐在所（四万十市西土佐江川崎247-3）

### 消防
- 幡多中央消防組合消防本部

消防署
- 四万十消防署

分署
- 西土佐分署（四万十市西土佐江川崎2405番地1）

### 医療
- 四万十市立市民病院
- 竹本病院
- 中村病院
- 幡多病院
- 松本病院
- 吉井病院
- 渡川病院

### 郵便局
- 有岡郵便局
- 大宮郵便局
- 川登郵便局
- 四万十トンボ郵便局
- 下田郵便局
- 土佐中村郵便局
- 中村古津賀郵便局
- 中村八束郵便局
- 蕨岡郵便局

### 図書館
- 四万十市立図書館

### 運動
野球
- 四万十市安並運動公園野球場 - 高知ファイティングドッグスの本拠地の1つ。
- 四万十市立武道館
- 市民スポーツセンター

## 国家機関

### 法務省
- 高知地方法務局四万十支局
- 高知地方検察庁中村支部
- 中村区検察庁
- 高知刑務所中村拘置支所

### 厚生労働省
- 四万十労働基準監督署
- 四万十公共職業安定所

### 農林水産省
林野庁
- 四国森林管理局
  - 四万十森林管理署
  - 四万十川森林ふれあい推進センター

### 国土交通省
- 四国地方整備局
  - 中村河川国道事務所

### 財務省
国税庁
- 高松国税局中村税務署

### 裁判所
- 高知地方裁判所中村支部
- 高知家庭裁判所中村支部
- 中村簡易裁判所

## 姉妹都市・提携都市
下記は定住自立圏構想を除き、全て旧中村市が提携したものである。

### 海外
友好都市
- 亳州市（中華人民共和国安徽省）
1997年(平成9年)5月26日 友好都市提携

### 国内
幡多地域定住自立圏
- 宿毛市（高知県） - 2009年4月27日 連名による中心市宣言
- 土佐清水市（高知県） - 2010年1月19日 定住自立圏形成協定締結
- 大月町（高知県） - 2010年1月19日 定住自立圏形成協定締結
- 黒潮町（高知県） - 2010年1月19日 定住自立圏形成協定締結
- 三原村（高知県） - 2010年1月19日 定住自立圏形成協定締結

友好都市
- 枚方市（大阪府） - 1974年4月10日 友好都市提携
- 別海町（北海道野付郡根室支庁）
- 塩江町（香川県香川郡、現: 高松市）
- 名護市（沖縄県） - 1991年枚方市を中心とした友好交流都市提携

その他
- 土佐の小京都「中村」として全国京都会議に加盟している。

## 経済

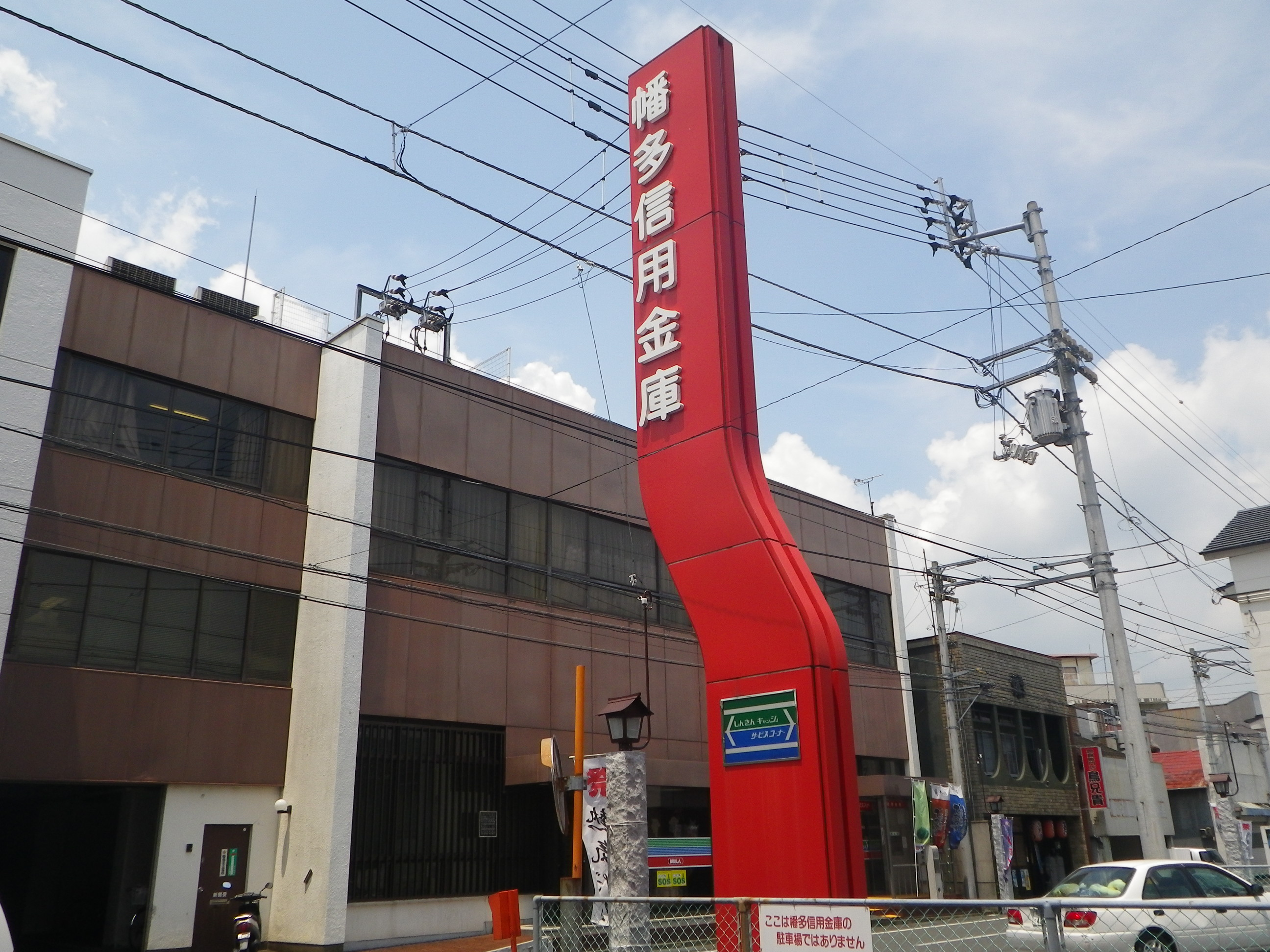
幡多信用金庫

### 商業
主な商業施設
- アピアさつき
- ケーズデンキ四万十店
- サニータウン四万十店
- DCM四万十店
- フジ
  - フジ中村店
  - フジグラン四万十
- マルナカ四万十店
- ヤマダデンキテックランド高知四万十店

### 市内に本社を置く企業
- 高知西南交通
- 土佐くろしお鉄道
- 幡多信用金庫
- リトルロックレコーズ

### 金融機関
- 四国銀行中村支店・入野出張所
- 高知銀行中村支店・佐賀支店
- 愛媛銀行中村支店
- 四国労働金庫中村支店
- 高知信用金庫中村はた支店
- 幡多信用金庫本店営業部、下田支店、川崎支店、具同支店
- 高知県農業協同組合(JA高知県)中村支所、中村南部出張所、中村東部出張所、中村北部出張所、西土佐支所

## 情報・生活

### マスメディア

#### 放送局
- FMはたらんど

#### 中継局
- NHK中村ラジオ中継放送所
- 高知放送中村ラジオ中継局

## 教育
四万十市では、「四万十市奨学資金貸付条例」という奨学金制度がある。なお、奨学金は返還義務がともなう。
（休校）内の各学校は統合による実質的な廃校であるが、市の公式見解上において2022年6月現在も休校扱いとなっている学校。閉校・休校時期については高知県中学校の廃校一覧・高知県小学校の廃校一覧の項目を参照。

### 構想されていた大学
- 京都看護大学四万十看護学部（2023年4月設置構想中であったが2022年10月に誘致断念)[27]

### 高等学校
- 高知県立中村中学校（中高一貫校）
- 高知県立中村高等学校西土佐分校
- 高知県立幡多農業高等学校

### 中学校
県立
- 高知県立中村中学校（中高一貫校）

市立
- 四万十市立中村中学校
- 四万十市立中村西中学校
- 四万十市立西土佐中学校
- 四万十市立大用中学校（休校）
- 四万十市立下田中学校（休校）

- 四万十市立蕨岡中学校（休校）
- 四万十市立片魚中学校（休校）
- 四万十市立竹屋敷中学校（休校）
- 四万十市立後川中学校（休校）
- 四万十市立東中筋中学校（休校）
- 四万十市立中筋中学校（休校）
- 四万十市立大川筋中学校（休校）

### 小学校
- 四万十市立大用小学校
- 四万十市立具同小学校
- 四万十市立下田小学校
- 四万十市立竹島小学校
- 四万十市立利岡小学校
- 四万十市立中筋小学校
- 四万十市立中村小学校

- 四万十市立中村南小学校
- 四万十市立東中筋小学校
- 四万十市立東山小学校
- 四万十市立八束小学校
- 四万十市立蕨岡小学校
- 四万十市立西土佐小学校

- 四万十市立片魚小学校（休校）
- 四万十市立勝間小学校（休校）
- 四万十市立常六小学校（休校）
- 四万十市立竹屋敷小学校（休校）
- 四万十市立田野川小学校（休校）
- 四万十市立大宮小学校（休校）
- 四万十市立藤ノ川小学校（休校）

- 四万十市立下家地小学校（休校）
- 四万十市立川登小学校（休校）
- 四万十市立津野川小学校（休校[28]）
- 四万十市立須﨑小学校（休校[28]）
- 四万十市立西ヶ方小学校（休校[28]）
- 四万十市立本村小学校（休校[28]）

### 特別支援学校
- 高知県立中村特別支援学校

### 職業訓練校
- 高知県立中村高等技術学校

### 自動車学校
- 四万十自動車学校

## 交通

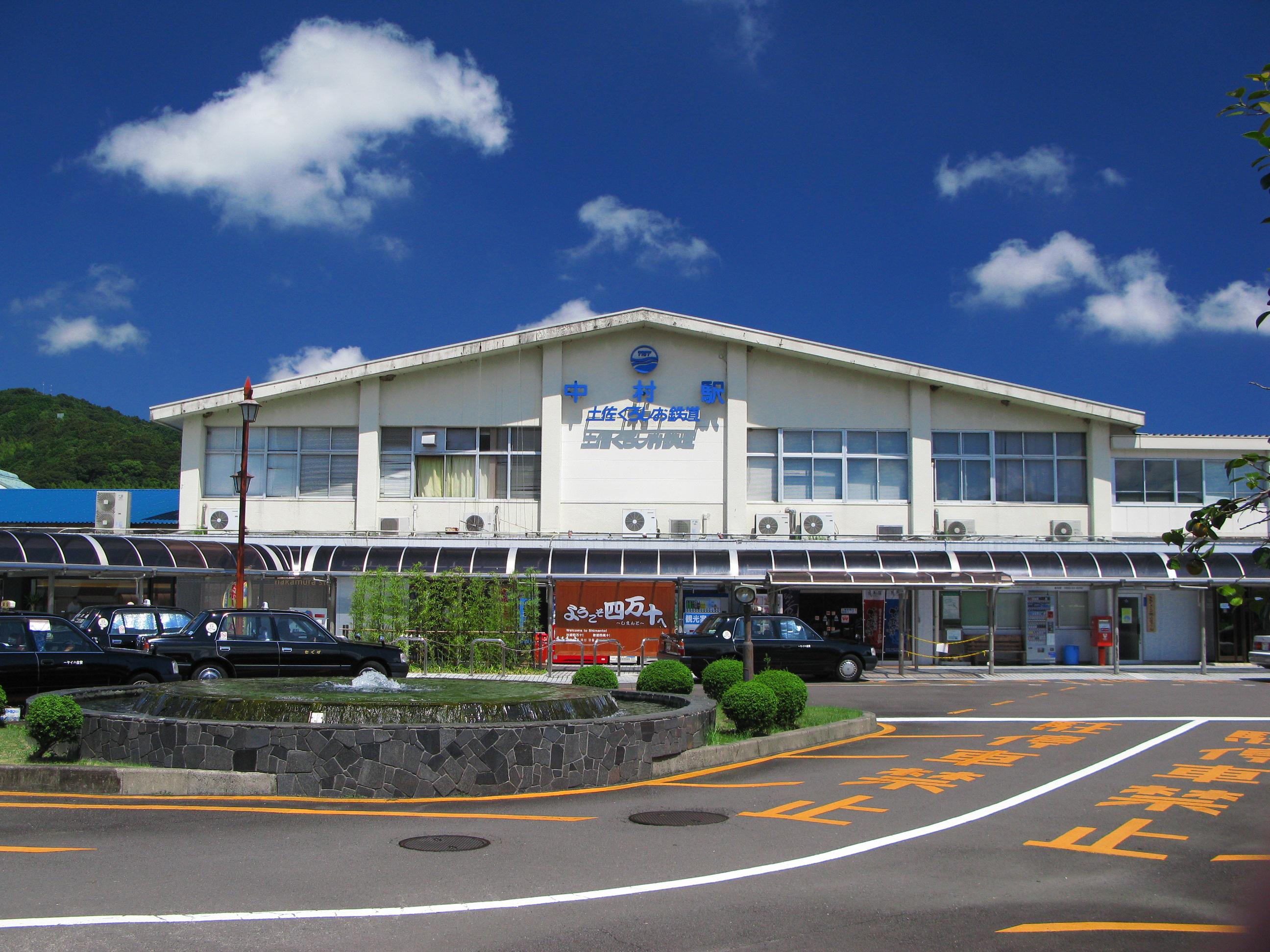
中村駅

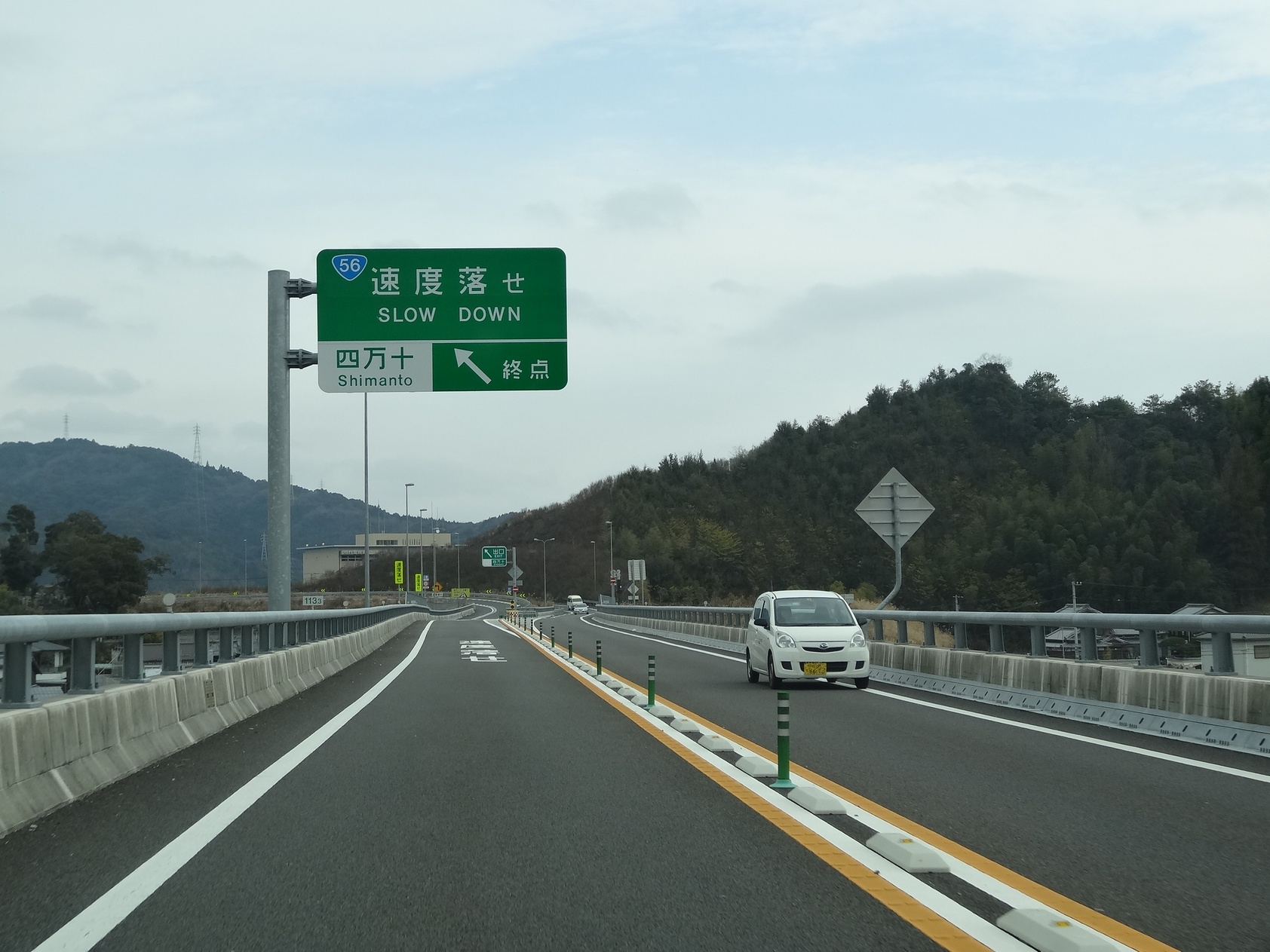
四万十IC

### 空港
最寄りの空港
- 高知龍馬空港（南国市）

### 鉄道
市の中心となる駅:中村駅
四国旅客鉄道（JR四国）
- ■予土線: 西ケ方駅 - 江川崎駅 - 半家駅

土佐くろしお鉄道
- ■中村線: 古津賀駅 - 中村駅
- ■宿毛線: 中村駅 - 具同駅 - 国見駅 - 有岡駅

### バス
路線バス
- 高知西南交通
- 高知西南交通・近鉄バス
  - しまんとブルーライナー 神戸・大阪・京都方面
- 高知西南交通・小田急ハイウェイバス
  - しまんとエクスプレス 東京新宿方面（繁忙期限定運行）
- 四万十市営バス
- 中村まちバス

### 道路
高速道路
- 中村宿毛道路
  - - 四万十IC - 間IC -（宿毛市）

国道
- 国道56号
- 国道321号
- 国道381号
- 国道439号
- 国道441号

### 道の駅
- 道の駅よって西土佐

## 観光

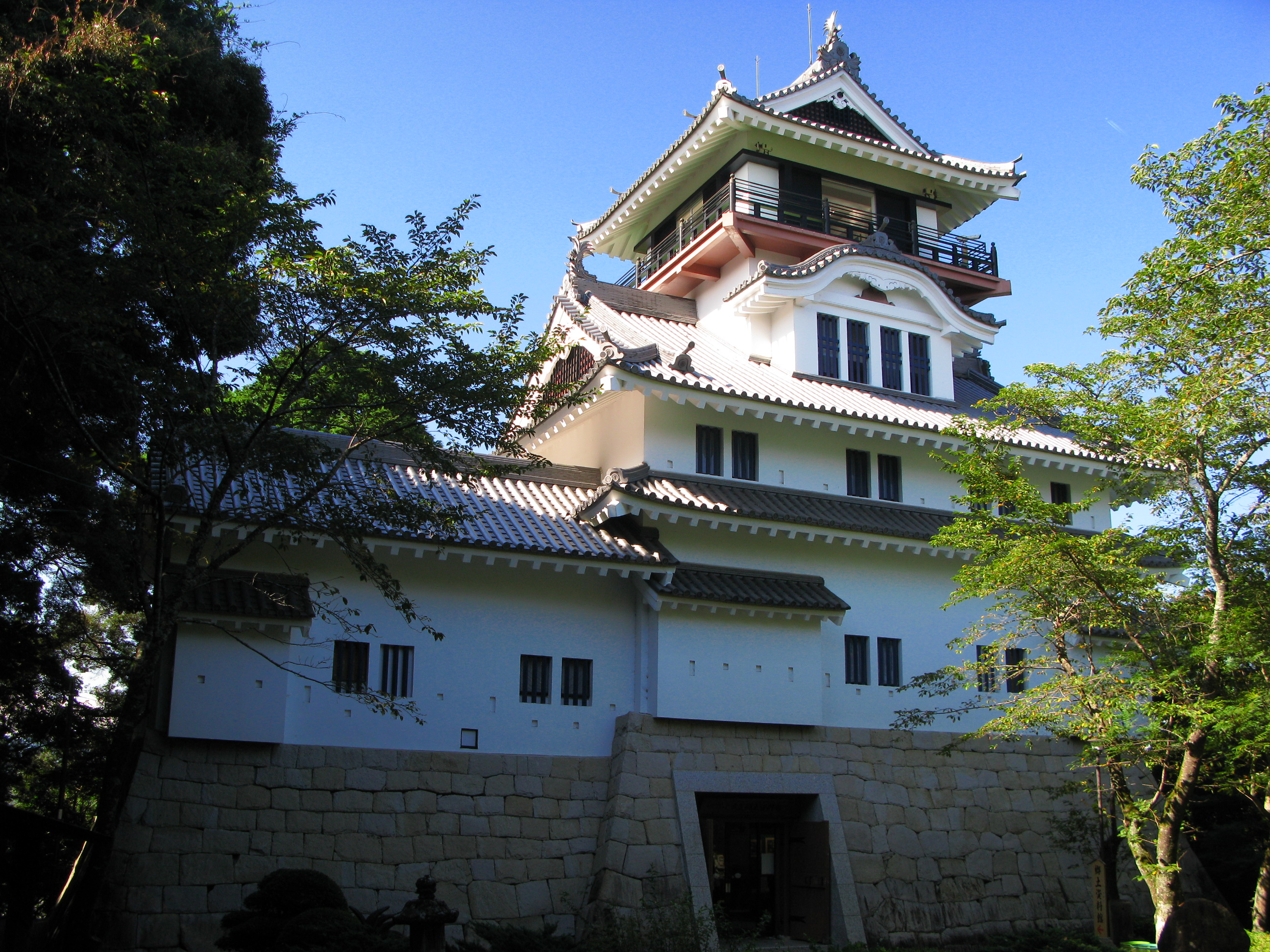
中村城址

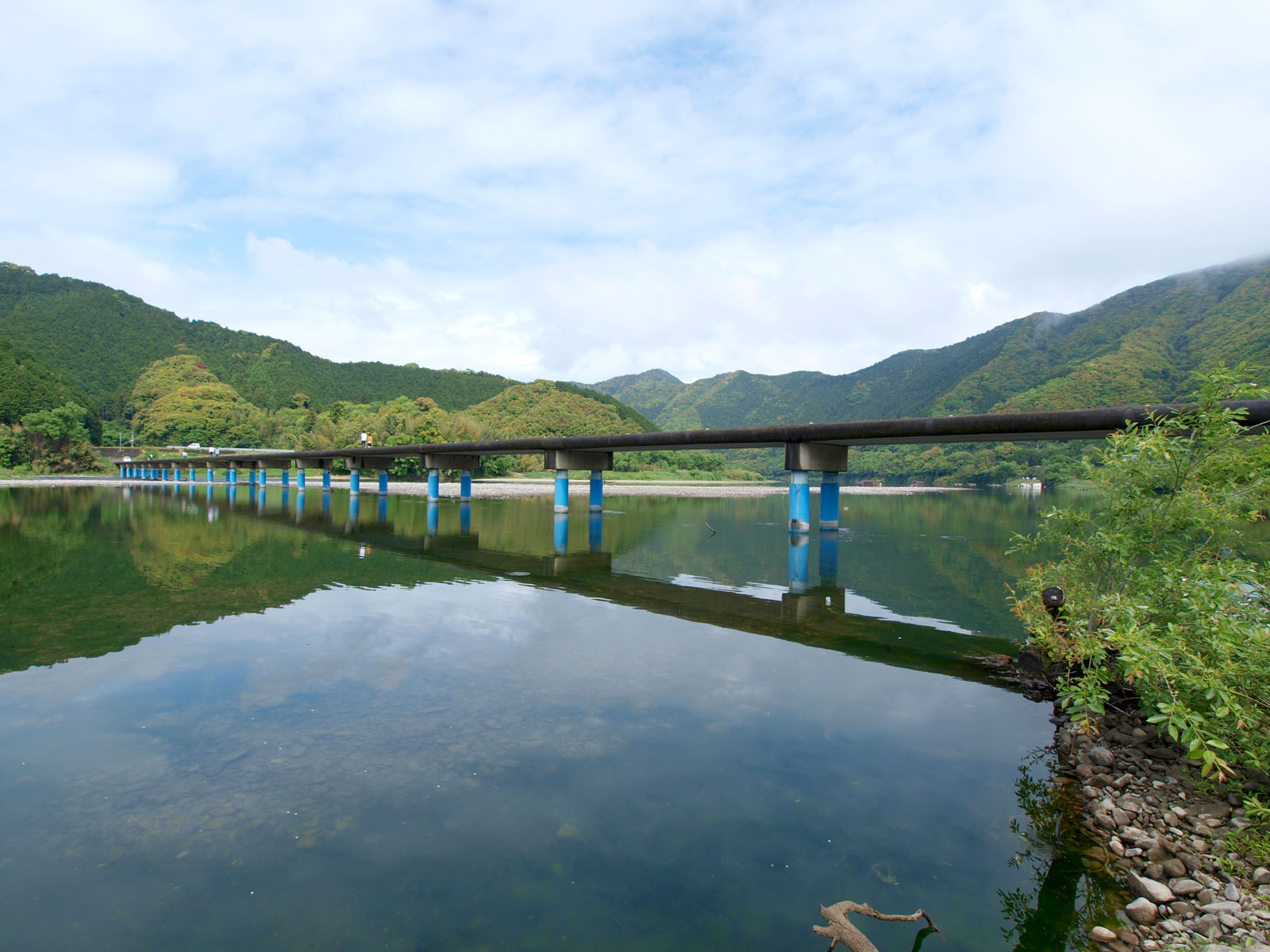
四万十川にかかる佐田沈下橋

### 名所・旧跡
主な城郭
- 中村城址

主な寺院
- 石見寺 - 四国八十八箇所番外、新四国曼荼羅霊場 第五十六番札所
- 真静寺 - 四国最初の法華道場
- 太平寺 - 国の重要文化財仏像2躰所蔵

主な神社
- 一條神社
- 不破八幡宮

### 観光スポット
自然
- 四万十川 - 四国最長の一級河川
  - 四万十川下り
  - 沈下橋
- 黒尊渓谷
  - 紅葉狩り

文化施設
- 四万十市トンボ自然公園
- 幡多郷土資料館（中村城跡）
- 四万十楽舎

公園
- 足摺宇和海国立公園
- 土佐西南大規模公園
- トンボ自然公園

温泉
- 用井温泉

レジャー

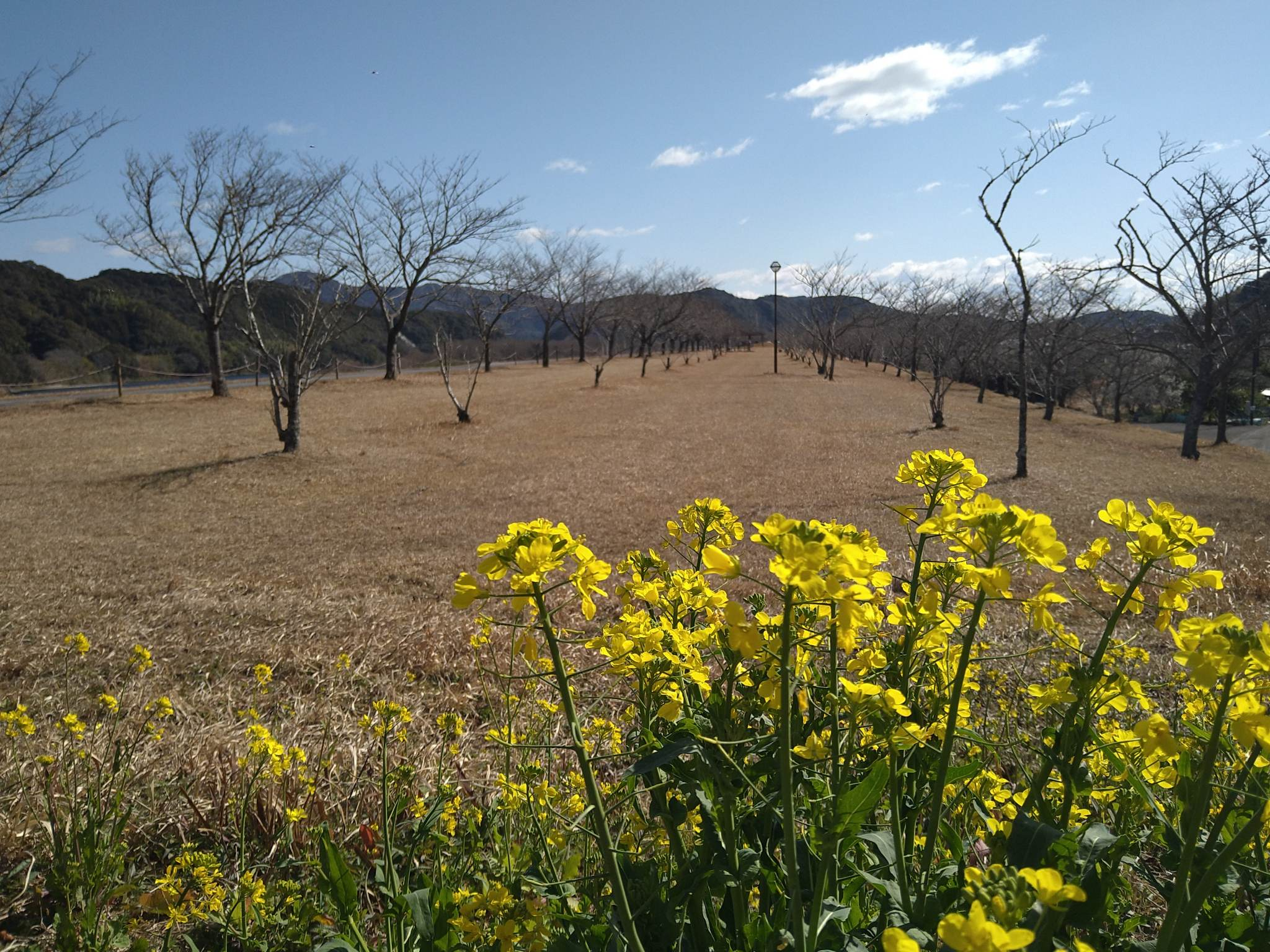
入田ヤナギ林

- 四万十カヌーとキャンプの里かわらっこ：四国八十八景35番、カヌー体験とキャンプ場。屋形船乗り場。
- 四万十川河川敷・入田ヤナギ林（にゅうたヤナギりん）：四国八十八景36番、柳の新緑と菜の花が美しい川沿い約2kmを散策。

集落活動センター
- 大宮集落活動センターみやの里[29]

## 祭事・催事
- 四万十映画祭 - 2月
- 土佐一條公家行列 藤祭り - 5月
- しまんと納涼花火大会 - 8月
- 不破八幡宮大祭 - 9月
- 四万十川ウルトラマラソン - 10月
- 一條大祭 - 11月

## 著名な出身者
- 今幡西衛 - 自由党員、実業家
- 幸徳秋水 - 思想家
- 高木錬太郎 - 元衆議院議員
- 濵田省司 - 高知県知事
- 中島丈博 - 放送作家
- 笹山久三 - 作家、小説「四万十川」、坪田譲治文学賞受賞者
- 横山充男 - 児童文学作家
- 中脇初枝 - 作家
- 安倍夜郎 - 漫画家
- 井上淳哉 - 漫画家
- 森雞二 - 将棋棋士、九段、タイトル獲得2回
- 岡本真夜 - ミュージシャン
- 江戸アケミ - ミュージシャン
- 堀内佳 - ミュージシャン
- 本田雅人 - サクソフォーン奏者
- 杉村一樹 - 元地方競馬騎手
- 宮﨑一彰 - 競輪選手、元プロ野球選手
- 宮畑虎彦 - 競泳選手
- 山泉進 - 元明治大学副学長・法学部教授
- 久保田満 - 創価大学陸上競技部駅伝部ヘッドコーチ、元陸上競技・マラソン選手

## 四万十市を舞台にした作品
テレビドラマ
- 遅咲きのヒマワリ〜ボクの人生、リニューアル〜（2012年、フジテレビ）

映画
- 竜とそばかすの姫（2021年、細田守監督、スタジオ地図） - 主人公の内藤鈴が通学路として四万十川最古の沈下橋である『一斗俵沈下橋』を通学路として利用している描写がある。